# لبنان في الألعاب الأولمبية الشتوية 1964
شاركت لبنان في دورة الألعاب الأولمبية الشتوية لعام 1964، والتي أقيمت في مدينة إنسبروك في النمسا خلال الفترة من 29 يناير (كانون الثاني) 1964، وحتى 9 فبراير (شباط) 1964 بمُشاركة 1091 رياضي من 36 دولة بينهم 892 لاعب في منافسات الرجال، و199 لاعبة في منافسات السيدات، وتنافسوا في 6 رياضات خلال 34 منافسة. كانت هذه هي المُشاركة الخامسة للبنان في بطولة الألعاب الأولمبية الشتوية منذ إنشائها، ولم تتمكّن لبنان خلال منافسات هذه النُسخة من البطولة من حصد أيّة ميداليات.

## الميداليات
لم يتمكّن لاعبو لبنان من حصد أية ميداليات خلال منافسات النُسخة التاسعة من بطولة دورة الألعاب الأولمبية الشتوية في عام 1964.

## اللاعبون المُشاركون
شاركت لبنان في منافسات النُسخة التاسعة من بطولة دورة الألعاب الأولمبية الشتوية عام 1964 بأربعة لاعبين فقط في منافسات رياضة التزلج على الجليد. ويوضح الجدول التالي أسماء اللاعبين المُشاركين من لبنان في تلك النُسخة من البطولة:
| اسم اللاعب المُشارك | اللعبة            |
| ------------------ | ----------------- |
| سامي البيروند      | التزلج على الجليد |
| ميشيل رحمة         | التزلج على الجليد |
| جان كيروز          | التزلج على الجليد |
| نزيه جعجع          | التزلج على الجليد |

## النتائج

### منافسات التزلج على الجليد
| رياضي         | حدث                 | سباق 1         | سباق 1 | سباق 2   | سباق 2 | إجمالي         | إجمالي   |
| رياضي         | حدث                 | وقت            | مرتبة  | وقت      | مرتبة  | وقت            | مرتبة    |
| ------------- | ------------------- | -------------- | ------ | -------- | ------ | -------------- | -------- |
| سامي البيروند | سباق المنحدر        |                |        |          |        | لم يُكمل السباق |          |
| ميشيل رحمة    | سباق المنحدر        |                |        |          |        | 3:55.15        | 75       |
| جان كيروز     | سباق المنحدر        |                |        |          |        | 3:40.44        | 74       |
| نزيه جعجع     | سباق المنحدر        |                |        |          |        | 2:55.34        | 67       |
| سامي البيروند | سباق التعرج العملاق |                |        |          |        | 3:14.65        | 80       |
| جان كيروز     | سباق التعرج العملاق |                |        |          |        | 2:44.51        | 76       |
| ميشيل رحمة    | سباق التعرج العملاق |                |        |          |        | 2:42.28        | 75       |
| نزيه جعجع     | سباق التعرج العملاق |                |        |          |        | 2:30.24        | 70       |
| سامي البيروند | تزلج متعرج          | لم يُكمل السباق | –      | لم يتأهل | –      | لم يُشارك       | لم يُشارك |
| ميشيل رحمة    | تزلج متعرج          | 1:26.76        | 81     | 1:21.19  | 53     | لم يُشارك       | لم يُشارك |
| جان كيروز     | تزلج متعرج          | 1:17.36        | 75     | 1:16.24  | 52     | لم يُشارك       | لم يُشارك |
| نزيه جعجع     | تزلج متعرج          | 1:08.21        | 61     | 1:06.15  | 45     | لم يُشارك       | لم يُشارك |